# Lempäälä
Lempäälä (Zweeds: Lembois) is een gemeente in de Finse provincie West-Finland en in de Finse regio Pirkanmaa. De gemeente heeft een landoppervlakte van 269,58 km² en telt 24.580 inwoners (2022).